# (4709) Ennomos
(4709) Ennomos, désignation internationale (4709) Ennomos, est un astéroïde troyen jovien.

## Description
(4709) Ennomos est un astéroïde troyen jovien, camp troyen, c'est-à-dire situé au point de Lagrange L5 du système Soleil-Jupiter. Il présente une orbite caractérisée par un demi-grand axe de 5,238 UA, une excentricité de 0,022 et une inclinaison de 25,5° par rapport à l'écliptique.
Il est nommé en référence au personnage de la mythologie grecque Ennomus, acteur du conflit légendaire de la guerre de Troie.

## Compléments